# Sasna
 (janvier 2011).
Si vous disposez d'ouvrages ou d'articles de référence ou si vous connaissez des sites web de qualité traitant du thème abordé ici, merci de compléter l'article en donnant les références utiles à sa vérifiabilité et en les liant à la section « Notes et références ».

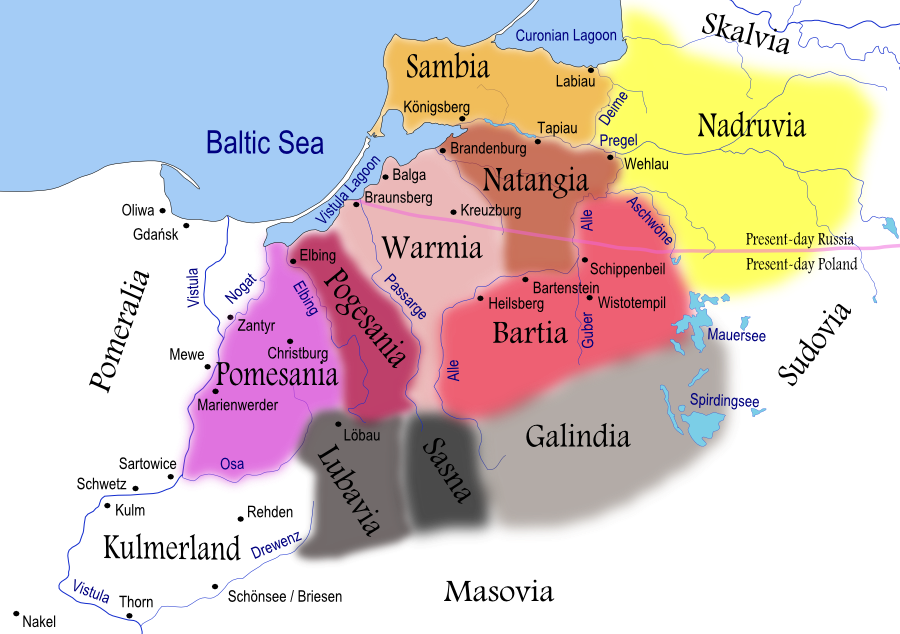
Carte des différents clans existant en Prusse au XIIIe siècle. On y voit la région de Sasna, juste à la frontière nord de la Mazovie.

La Sasna, ou Sassen, en allemand, était une région (plus précisément, un gau, ou pagus) de la Prusse médiévale.

## Historique
Au Moyen Âge, la Prusse était une contrée d'Europe de l'Est au nord de la Pologne. Elle était divisée en de nombreuses petites entités, appelées gau dans le monde germanique d'alors. Certains étaient des puissances militaires et d'autres des puissances commerciales. La Sasna était le plus faible de tous ces royaumes[réf. nécessaire]. Elle n'était ni une puissance militaire, ni une puissance commerciale.
Elle ne possédait que deux villes respectables : Assanis et Liwto[réf. nécessaire]. Elle était de confession païenne, c'est-à-dire que son peuple et son état avaient des croyances locales qui n'étaient reconnues par aucune des grandes religions de l'époque.
Elle était entourée d'autres gau prussiens, païens comme elle. Elle avait notamment une frontière directe avec la Mazovie, l'un des plus puissants duchés issus du partage de la Pologne.
Elle finira annihilée par les chevaliers chrétiens[réf. nécessaire], et rattachée à au duché de Mazovie lors du traité de Kalisz, en 1343.

## Religion païenne
Son culte était une religion polythéiste. Perkūnas était le plus grand de leurs Dieux. Il y en avait d'autres. Ces dieux s'honoraient par des sacrifices d'animaux et en entretenant des bosquets sacrés.